# Mikita Katsianeu
Mikita Katsianeu (1996) es un deportista bielorruso que compite en acuatlón. Ganó una medalla de bronce en el Campeonato Europeo de Acuatlón de 2021.

## Palmarés internacional
| Campeonato Europeo | Campeonato Europeo | Campeonato Europeo | Campeonato Europeo |
| Año                | Lugar              | Medalla            | Prueba             |
| ------------------ | ------------------ | ------------------ | ------------------ |
| 2021               | Walchsee (Austria) | Medalla de bronce  | Individual         |